# Емар
Емар — отдалённый микрорайон города Владивостока в Приморском крае России. Расположен в восточной части полуострова Муравьёва-Амурского, на берегу Уссурийского залива, в бухте Юмора (Емар), севернее бухты Лазурная.

## Топоним
Топоним Емар имеет два значения: бухта и посёлок. Существует несколько ненаучных этимологий. С. А. Судак, автор авторитетного топонимического словаря Приморского края, выделяет в топониме основное значение бухта и комментирует, что «название неясного происхождения». Далее топонимист пишет: «на старых картах писалось как Ео-мори (кит. ер-моэр — „второй песок“), „второй“ очевидно потому, что первый — это соседняя бухта Шамора (ша-моэр — „мелкий песок“), переименованная в Лазурную».
Однако карте 1912 года знает деревню Ео-мори, бухту Чим-бури, а не Ео-мори.

## География
В микрорайоне две главные транспортные артерии: улицы Артековская (по пионерлагерю «Артек») и Лазурная (по соседней бухте Лазурная). В жилом зоне три улицы — Высотная, Дачная, Штилевая

## История
Населённый пункт Емар при безымянной бухте у мыса Энгельм упоминается на карте РККА Владивостока и его окрестностей 1936 года.
Деревня Ео-мори при бухте Чим-бури у мыса Энгельм упоминается на геологической карте полуострова Муравьева-Амурского и архипелага императрицы Евгении 1912 года, составленной П. В. Виттенбург.

## Население
Население составляет около трёх тысяч человек.

## Инфраструктура
Градообразующее предприятие — Всероссийский детский центр «Океан».
Застроен преимущественно многоэтажными панельными домами.
Имеется школа, детский сад, почтовое отделение, магазины, АЗС.

## Транспорт
Посёлок связан с Артёмом и Владивостоком автомобильной дорогой, по которой следуют несколько регулярных автобусных маршрутов.